# HD 119458
HD 119458，又名BD+35 2474，SAO 63701、HR 5161，是一颗恒星，视星等为5.98，位于銀經71.71，銀緯76.51，其B1900.0坐标为赤經13h 38m 16s，赤緯+35° 76.51′ 34″。